# Бъргън (окръг, Ню Джърси)
Окръг Бъргън (на английски: Bergen County) е окръг в щата Ню Джърси, Съединени американски щати. Площта му е 640 km², а населението – 939 151 души (2016). Административен център е град Хакенсак.